# Tour du Limousin 1992
La 25e édition du Tour du Limousin s'est déroulée du 18 au 21 août 1992, et a vu s'imposer le Français Éric Boyer.

## Classements des étapes
| Étape        | Date    | Villes étapes                                   | Vainqueur d'étape     | Équipe    | Leader du classement général | Équipe |
| 1re étape    | 18 août | Saint-Yrieix-la-Perche - Saint-Yrieix-la-Perche | Éric Boyer            | Z         | Éric Boyer                   | Z      |
| 2e étape     | 19 août | Limoges - Sous-Parsat                           | Serge Baguet          | Lotto     | Éric Boyer                   | Z      |
| 3e étape     | 20 août | Aubusson - Chaumeil                             | Thierry Laurent       | RMO       | Éric Boyer                   | Z      |
| 4e étape     | 21 août | Bugeat - Limoges                                | Patrick Strouken      | Collstrop | Éric Boyer                   | Z      |
| 5e étape CLM | 21 août | Limoges - Limoges                               | Jean-François Bernard | Banesto   | Éric Boyer                   | Z      |

## Classement final
| 1.  | Éric Boyer                   | Z         |
| 2.  | Melchior Mauri               | ONCE      |
| 3.  | Serge Baguet                 | Lotto     |
| 4.  | Richard Virenque             | RMO       |
| 5.  | Thierry Claveyrolat          | Z         |
| 6.  | Jean-Cyril Robin             | Castorama |
| 7.  | Jean-François Bernard        | Banesto   |
| 8.  | José Jaime González          | Ryalco    |
| 9.  | Jorge-Leon Otalvaro Restrepo | Ryalco    |
| 10. | Philippe Louviot             | ONCE      |